# هاروتیون جانگولیان
هاروتیون جانگولیان (ارمنی: Յարութիւն Ճանկիւլեան زاده ۱۸۵۵ – درگذشته ۱۹۱۵) یک تاریخ‌نگار و کنشگر سیاسی اهل ارمنستان بود؛

## زندگی‌نامه
جانگولیان یکی از اعضای مجلس ملی ارمنیان بود. در ۲۷ ژوئیه ۱۸۹۰ میلادی وی در جریان راهپیمایی اعتراضی گوم کاپو در کنستانتینوپل شرکت جست. جانگولیان به مدت شش در تبعید زندانی بود. وی پس از آزادی به استانبول بازگشت و به فعالیت‌های سیاسی خویش ادامه داد. جانگولیان در جریان نسل‌کشی ارمنی‌ها توسط حکومت ترکان جوان عثمانی کشته شد. جانگولیان در ۲۴ آوریل ۱۹۱۵ در آغاز نسل‌کشی ارمنی‌ها دستگیر و تبعید و سرانجام کشته شد.